# PathScale编译器
PathScale Inc.是为x86-64 微处理器 架构开发高度优化编译器的一家公司。其派生自为MIPS R10000处理器编写的SGI编译器, 并被称为MIPSPro。PathScale于2001年时作为Key Research首次成立，其初始任务是开发基于低成本64位Linux集群设计的一种服务器解决方案。在2003年年底，该公司开始为公众所认知并被称为PathScale。PathScale这个单词表达了公司为集群设计的初始目标。在2003年年初，AMD Opteron的成功促使该公司转向其他产品，如高性能64位编译器。有人可能会说这个公司的种子早在20年前就在劳伦斯利物浦国家实验室播下了。回溯到二十世纪八十年代早期，七位公司创建者中有四位一起构建了S1超级计算机。PathScale公司的首位CTO，Tom McWilliams博士，萌生创建一家公司的想法，并于2001年7月创办了这家公司。不久之后他邀请了三位在劳伦斯利物浦国家实验室的同事(Jeff Rubin, Jeff Broughton, Dr. Fred Chow)加入了公司。Tom McWilliams曾经是Valid Logic和Key Computer公司的创建者，并在SGI，Sun和Amdahl工作过。Dr. Chow之前是SGI和MIPS编译器的首席科学家，并公认是编译器技术方面全世界的领导权威之一。

## PathScale编译器套件包括了
- C, C++, 和Fortran 77/90/95/2003(部分支持)编译器
- 对OpenMP 2.5的完全支持 (包含WORKSHARE)
- 对64位和32位x86编译的完全支持
- 对AMD64 ABI, AMD Opteron和Intel EM64T的代码生成
- 对AMD核心数学库的优化
- 高级串行调试器 — PathDB
- 和GNU/gcc工具链以及流行的第三方调试器相兼容
- 支持SUSE, RedHat和Fedora等Linux发行版本

## 引用
- PathScale Inc.
- Path64 page
- Valid Logic Systems（页面存档备份，存于）

## 延伸阅读
- PathScale CEO comments on company, Linux Clustering